# Kelly Hills
Kelly Hills är en bergskedja i Australien. Den ligger i territoriet Northern Territory, omkring 1 500 kilometer söder om territoriets huvudstad Darwin.
Omgivningarna runt Kelly Hills är i huvudsak ett öppet busklandskap. Trakten runt Kelly Hills är nära nog obefolkad, med mindre än två invånare per kvadratkilometer. Genomsnittlig årsnederbörd är 272 millimeter. Den regnigaste månaden är februari, med i genomsnitt 54 mm nederbörd, och den torraste är juli, med 4 mm nederbörd.